# Baird (Teksas)
Baird – miasto w Stanach Zjednoczonych, w stanie Teksas, w  hrabstwie Callahan. W 2000 roku liczyło 1 623 mieszkańców.